# Negombo

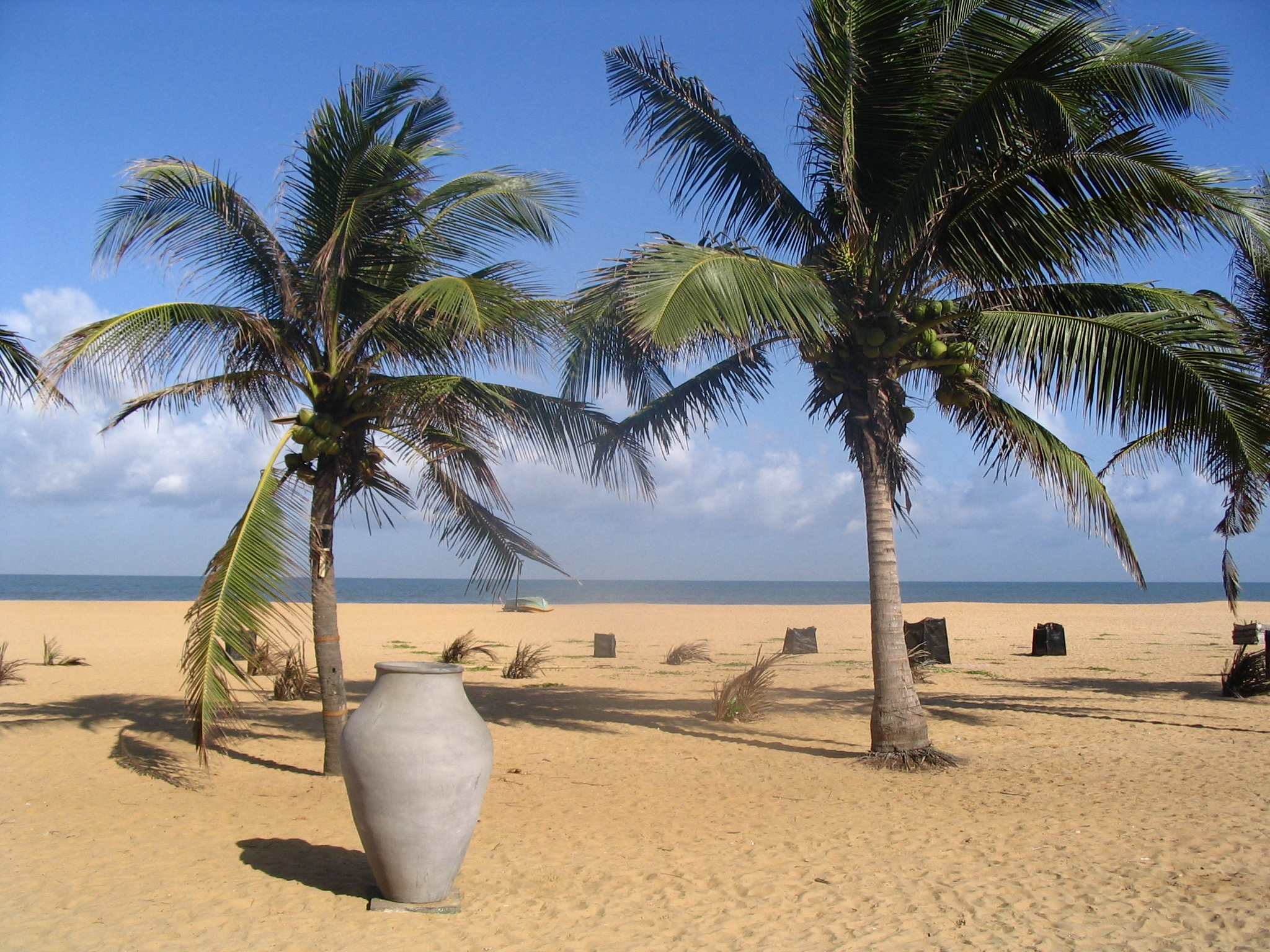
Playa de Negombo

Negombo (en tamil: நீர்கொழும்பு ) es el nombre de una ciudad y una playa de Sri Lanka, en el distrito de Gampaha, provincia Occidental.

## Geografía
Se encuentra a una altitud de 6 m s. n. m., a 38 km de la capital nacional, Colombo, en la zona horaria UTC +5:30.

## Demografía
Según estimación de 2011, contaba con una población de 144 495 habitantes.